# Father Figure
«Father Figure» — песня британского певца Джорджа Майкла, бывшего участника поп-дуэта Wham!, выпущенная в 1988 году рекорд-компанией Columbia Records. Она вошла в дебютный сольный альбом певца Faith (4-й сингл) и достигла позиции № 1 в американском хит-параде Billboard Hot 100. Премия MTV Video Music Awards.

## История
Музыкальное видео поставил британский режиссёр Энди Морахан. Сюжет о взаимоотношениях между водителем автомобиля (Майкл) и топ-моделью (в исполнении Tania Coleridge). Майкл и Энди выиграли премию «Best Direction of a Video» на церемонии MTV Video Music Awards 1988 года за это видео.
Сингл достиг первого места в американском хит-параде Billboard Hot 100 (оставаясь на вершине 2 недели) спустя 7 недель после дебютирования в чарте. Более того, сингл оставался в лучшей десятке top-10 шесть недель, в двадцатке top-20 девять недель и в сороковке top-40 четырнадцать недель. «Father Figure» стал для певца 6-м чарттоппером певца (с учётом группы Wham!: «Wake Me Up Before You Go-Go», 1984 и «Everything She Wants», 1985).

## Чарты и сертификации
| Чарт (1988)                        | Верхняя позиция |
| ---------------------------------- | --------------- |
| Austrian Singles Chart             | 17              |
| Canadian RPM Top Singles           | 2               |
| Dutch Singles Chart                | 2               |
| French Singles Chart               | 37              |
| German Singles Chart               | 18              |
| Irish Singles Chart                | 2               |
| Italian Singles Chart              | 14              |
| New Zealand Singles Chart          | 7               |
| Norwegian Singles Chart            | 10              |
| Spanish Singles Chart              | 4               |
| Swiss Singles Chart                | 13              |
| UK Singles Chart                   | 11              |
| US Billboard Hot 100               | 1               |
| US Billboard Adult Contemporary    | 3               |
| US Billboard Hot Dance Club Songs  | 13              |
| US Billboard Hot R&B/Hip-Hop Songs | 6               |

| Регион                                                      | Сертификация | Продажи |
| ----------------------------------------------------------- | ------------ | ------- |
| Австралия (ARIA)                                            | Золотой      | 35 000  |
| ^ Данные о тиражах приведены только на основе сертификации. |              |         |

## Список композиций
- U.S. single (CD, кассета)

1. «Father Figure» — 5:40
2. «Look at Your Hands» — 4:37

- International single (CD и кассетный макси-сингл)

1. «Father Figure» — 5:28
2. «Love’s in Need of Love Today (Live)» — 4:42
3. «Father Figure» (Instrumental version) — 5:28